# A Scanner Darkly
Pour le roman de Philip K. Dick au titre original « A Scanner Darkly », voir Substance Mort.
Pour plus de détails, voir Fiche technique et Distribution.
A Scanner Darkly est un film américain réalisé par Richard Linklater, sorti en 2006. C'est l'adaptation cinématographique du roman Substance Mort (A Scanner Darkly) de Philip K. Dick.

## Synopsis
Bob Arctor est Fred, et Fred est Bob Arctor : un policier membre de la brigade des stupéfiants, infiltré dans un milieu de toxicomanes, et menant deux vies à la fois. Il vit avec deux autres hommes totalement déphasés par rapport à la réalité, Luckman et Barris. Donna, son amie, est dealeuse et consommatrice. Ils sont tous, excepté Donna, accros à la Substance M, une drogue qui mine peu à peu leur identité et leur enlève toute volonté d'action.
Pour Fred, c'est le début de la fin quand ses supérieurs lui demandent de surveiller Bob Arctor, ignorant sa véritable identité en raison des techniques d'enquête utilisées (dont le scramble suit, un costume flouté). Comment enquêter sur soi sans finir par devenir totalement schizophrène ?

## Fiche technique
Sauf indication contraire, les informations mentionnées dans cette section peuvent être confirmées par la base de données cinématographiques IMDb,  présente dans la section « Liens externes ».
- Titre : A Scanner Darkly
- Réalisation : Richard Linklater
- Scénario : Richard Linklater, d'après le roman Substance Mort de Philip K. Dick
- Photographie : Shane F. Kelly
- Décors : Joaquin Morin
- Costume : Kari Perkins
- Musique : Graham Reynolds
- Montage : Sandra Adair
- Direction de l'animation : Bob Sabiston
- Production : Tommy Pallotta, Jonah Smith, Erwin Stoff, Anne Walker-McBay, Palmer West
  - Producteurs délégués : George Clooney, Ben Cosgrove, Steven Soderbergh, Jennifer Fox et John Sloss
- Format : 35 mm (1,85:1)
- Budget : 6 000 000 USD[1]
- Genre : animation, science-fiction
- Durée : 100 minutes
- Pays d'origine :  États-Unis
- Langue originale : anglais
- Dates de sorties[2] :
  - France : 25 mai 2006 (festival de Cannes) ; 13 septembre 2006 (sortie nationale)
  - États-Unis : 7 juillet 2006

## Distribution
- Keanu Reeves (VF : Jean-Pierre Michaël) : Bob Arctor / Fred
- Robert Downey Jr. (VF : Bernard Gabay) : James Barris
- Winona Ryder (VF : Claire Guyot) : Donna Hawthorne
- Woody Harrelson (VF : Philippe Vincent) : Ernie Luckman
- Rory Cochrane (VF : Tanguy Goasdoué) : Charles Freck
- Sean Allen (VF : Emmanuel Jacomy) : Fred dans la tenue de camouflage (voix)
- Mark Turner (VF : Patrick Floersheim) : Hank
- Mitch Baker (VF : Pierre Tessier) : l'annonceur de l'Ours Brun
- Steven Chester Prince (VF : Bruno Dubernat) : l'agent de police
- Angela Rawna (VF : Dorothée Jemma) : Scientifique #1
- Chamblee Ferguson (VF : Nicolas Marié) : Scientifique #2

## Production

### Scénario
Le scénario du film s'inspire librement du roman Substance Mort de Philip K. Dick.

### Animation
Le film a été animé à partir de prises de vue réelles à l'aide de la technique de la rotoscopie. Les animateurs emploient le logiciel Rotoshop, de la firme Linklater, pour redessiner les personnages et les décors.

## Bande originale
La musique du film est composée par Graham Reynolds. L'album a été commercialisé par le label Lakeshore Records, filiale de Lakeshore Entertainment.
Par ailleurs, on peut entendre dans le film cinq chansons de Radiohead : Fog, Pulk/Pull Revolving Doors, Skttrbrain (Four Tet Mix), The Amazing Sounds of Orgy, et Arpeggi (même si Pulk/Pull Revolving Doors et Arpeggi ne sont pas créditées). On peut également y entendre le titre Black Swan de Thom Yorke.
| 1.    | 7 Years from Now                       | Graham Reynolds featuring Golden Arm Trio                | 1:08 |
| 2.    | Aphids                                 | Graham Reynolds featuring Golden Arm Trio                | 2:55 |
| 3.    | Swallowed Up in Victory                | Graham Reynolds featuring Golden Arm Trio                | 0:51 |
| 4.    | Strawberry Pie                         | Graham Reynolds featuring Golden Arm Trio                | 4:04 |
| 5.    | The Dark World Where I Dwell           | Graham Reynolds featuring Golden Arm Trio                | 2:15 |
| 6.    | Sex, Beer, And Pills                   | Graham Reynolds featuring Golden Arm Trio                | 1:53 |
| 7.    | A Farm Near the Mountains              | Graham Reynolds featuring Golden Arm Trio                | 1:37 |
| 8.    | Bug-Bite Squared                       | Graham Reynolds featuring Golden Arm Trio                | 2:28 |
| 9.    | Pose as a Nark                         | Graham Reynolds featuring Golden Arm Trio                | 2:34 |
| 10.   | Do You Like Cats?                      | Graham Reynolds featuring Golden Arm Trio                | 2:04 |
| 11.   | A Scanner Darkly                       | Graham Reynolds featuring Golden Arm Trio                | 2:50 |
| 12.   | Abrasocaine                            | Graham Reynolds featuring Golden Arm Trio                | 0:43 |
| 13.   | Part of the Plan                       | Graham Reynolds featuring Golden Arm Trio                | 1:07 |
| 14.   | Are You Experiencing Any Difficulties? | Graham Reynolds featuring Golden Arm Trio                | 2:16 |
| 15.   | Your Move, Peterbilt                   | Graham Reynolds featuring Golden Arm Trio                | 1:25 |
| 16.   | Room 203                               | Graham Reynolds featuring Golden Arm Trio                | 2:04 |
| 17.   | Escorted to the Bright Lights          | Graham Reynolds featuring Golden Arm Trio                | 2:56 |
| 18.   | You'll See the Way You Saw Before      | Graham Reynolds featuring Golden Arm Trio                | 2:57 |
| 19.   | A New Path                             | Graham Reynolds featuring Golden Arm Trio                | 1:51 |
| 20.   | Little Blue Flowers                    | Graham Reynolds featuring Golden Arm Trio                | 3:05 |
| 21.   | Darkly Mix                             | Graham Reynolds featuring Jack Dangers & Golden Arm Trio | 3:39 |
| 22.   | Call Sign/Aleph:/                      | Graham Reynolds featuring DJ Spooky & Golden Arm Trio    | 4:28 |
| 51:10 |                                        |                                                          |      |

## Distribution
Le film a été présenté en 2006 lors de la 59e édition du Festival de Cannes dans la sélection Un Certain Regard et au festival du film américain de Deauville.

## Éditions en vidéo
En France, le film est édité en DVD de zone 2 par Warner Home Video en mars 2007, dans une édition simple et une édition « prestige ». Seule la version originale du film est proposée, accompagnée de sous-titrages en anglais, arabe, français et néerlandais ; la version doublée en français n'y est pas incluse. L'édition simple de 2007 contient, outre le film, plusieurs compléments : un commentaire audio où interviennent Richard Linklater, réalisateur du film, l'acteur principal Keanu Reeves, Isa Dick Hackett, fille de l'écrivain Philip K. Dick, ainsi que le producteur Tommy Pallotta et l'historien Jonathan Lethem, spécialiste de Philip K. Dick ; un making-of intitulé Un été à Austin ; une émission sur les coulisses de l'animation ; et la bande-annonce du film. L'édition « prestige », qui prend la forme d'un coffret, contient en plus le livre Substance Mort de Philip K. Dick dans l'édition de poche Folio SF.
En avril 2007, le film est également édité en HD DVD par Warner Home Video.
En septembre 2010, le film est édité en Blu-Ray, toujours par Warner Home Video. Les compléments proposés sont les mêmes que sur les éditions en DVD de 2007.

## Autour du film
À la sixième minute du film, l'origine de la substance M nous est présentée comme extraite d'une « fleur bleue hautement toxique », la Clerodendrum ugandense, laquelle, en réalité est une plante ornementale parfaitement inoffensive. Mais curieusement la plante présentée n'est pas la clerodendron mais une autre fleur qui lui ressemble, le plumbago, également ornementale et inoffensive. Ceci n'est pas une erreur, mais bel et bien un élément de l'intrigue[réf. nécessaire].